# Droga wojewódzka nr 692
Droga wojewódzka nr 692 (DW692) – droga wojewódzka w południowej części woj. podlaskiego, o długości 25,3 km, łącząca Drohiczyn z Dziadkowicami. Trasa ta tworzy połączenie drogi krajowej nr 62, w kier. Sokołowa Podlaskiego i Węgrowa, z drogą krajową nr 19 w kier. Bielska Podlaskiego i Białegostoku, umożliwiając ominięcie Siemiatycz. 
Droga znajduje się na terenie powiatu siemiatyckiego, na obszarach gmin Drohiczyn, Siemiatycze i Dziadkowice. 
W latach 2017 - 2024 droga na całej długości została przebudowana. W ramach zadania wykonano m.in.: nową nawierzchnię, odnowiono zjazdy, wybrukowano skarpy, uzupełniono pobocza, wykonano oznaczenia poziome. Koszt przebudowy 25  km drogi pochłonął 26,3 mln zł.

## Miejscowości leżące przy trasie DW692
- Drohiczyn (DK62)
- Dziadkowice